# Gretna Green

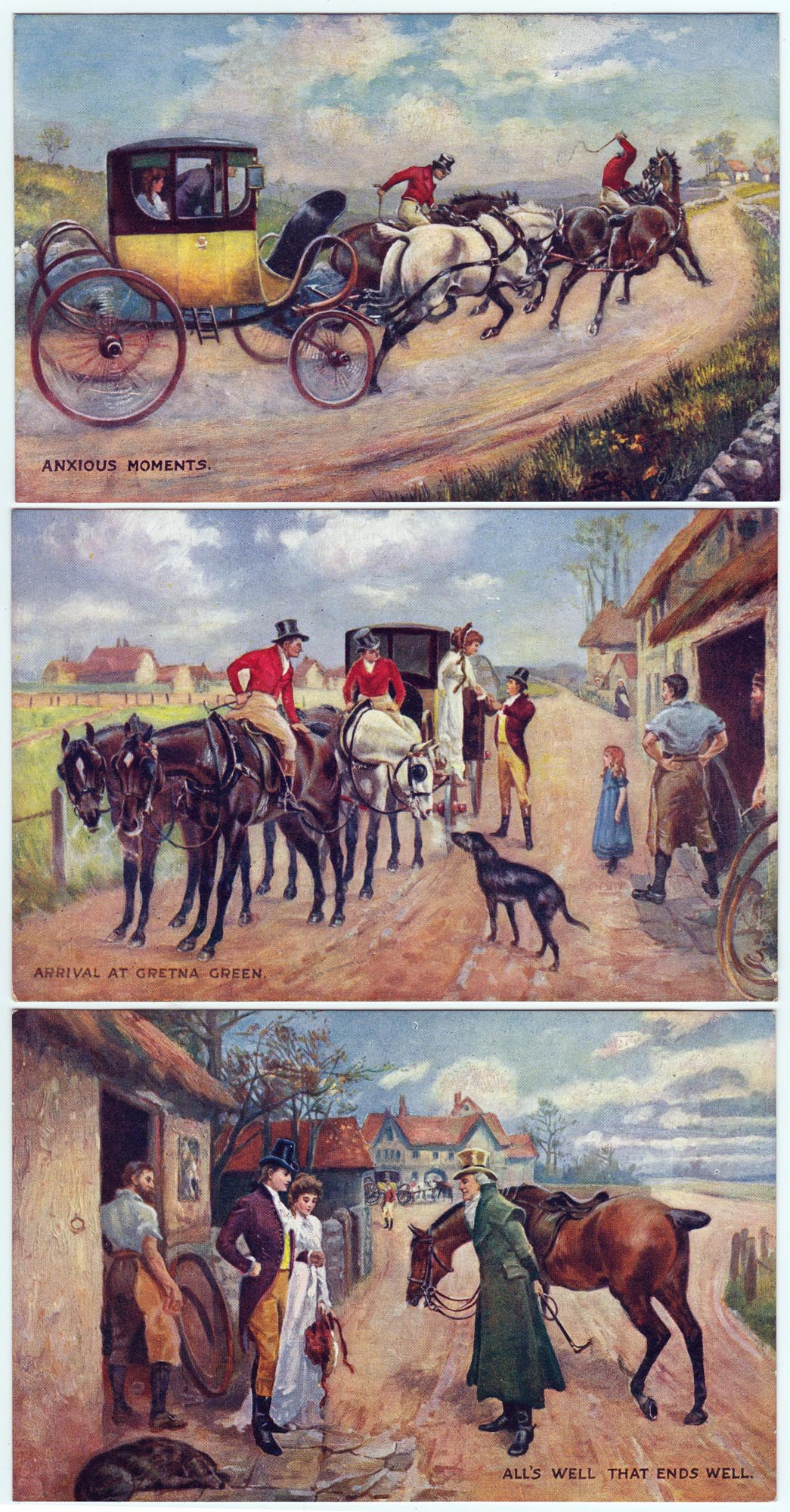
Episodios de una boda en Gretna Green, tarjetas postales de Raphael Tuck, principios del.

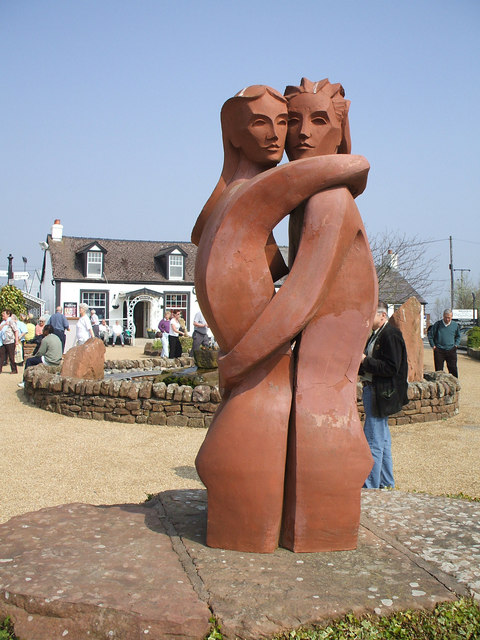
«Los enamorados», escultura de Kenneth Allen en Gretna Green.

Gretna Green es un pueblo del sur de Escocia, famoso porque ofrecía la posibilidad de casarse, sin el consentimiento de sus padres, a las parejas de menores de edad. Se encuentra en el concejo de Dumfries and Galloway, cerca de la desembocadura del río Esk, en el condado de Dumfriesshire, y era el primer pueblo escocés en el recorrido de las diligencias yendo de Londres a Edimburgo.
En este pueblo tuvo lugar, en 1915, el peor accidente ferroviario de la historia del Reino Unido, con 226 muertos.

## Matrimonios
Gretna Green es uno de los lugares del mundo más populares para casarse, celebrándose unas 5000 bodas al año. La fama de Gretna Green en este terreno comenzó el 25 de marzo de 1754 cuando entró en vigor la Lord Hardwicke's Marriage Act, ley inglesa sobre el matrimonio que establecía que  si uno de los futuros esposos no tenía un mínimo de 21 años, necesitaba el consentimiento de sus padres. Esta ley no se aplicaba en Escocia, donde los hombres podían casarse a los 14 años y las mujeres a los 12, sin necesitar el consentimiento paterno.  
Muchos jóvenes candidatos al matrimonio iban de Inglaterra a Gretna Green. La vieja herrería (Old Blacksmith's shop), construida hacia 1712, se convirtió en un lugar de celebración de bodas. El yunque se convirtió en el símbolo del matrimonio en el pueblo. Las leyes escocesas permitían además los matrimonios "irregulares" ("irregular marriages"), en los que era suficiente una declaración de los contrayentes ante dos testigos, que, en este caso, solían ser los herreros.
El Old Blacksmith's shop abrió sus puertas a los turistas en 1887.

## Gretna Green en la cultura popular

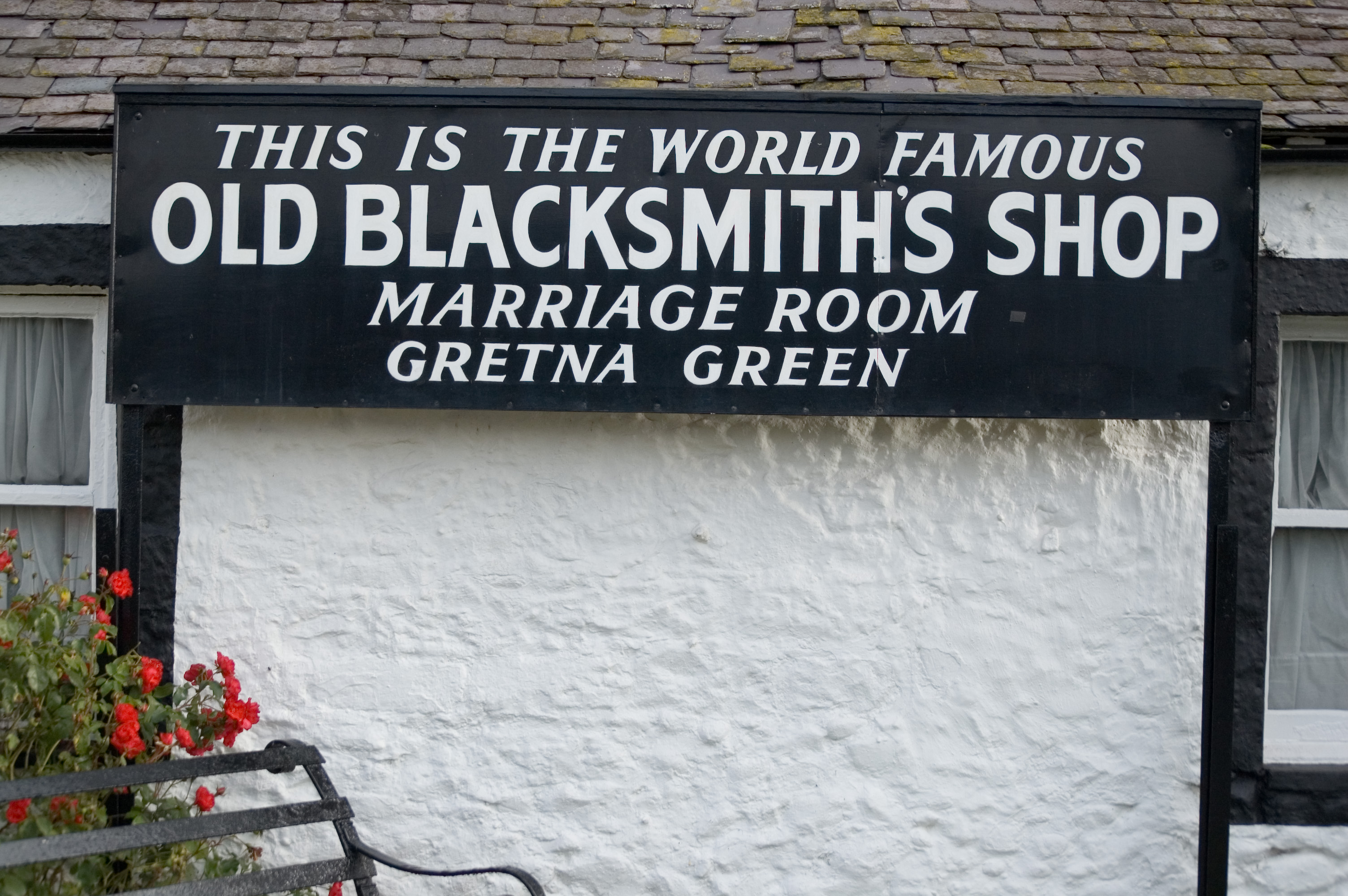
Cartel de la herrería.

- En la novela Stepanchikovo y sus moradores de Fiódor Dostoievski el silencioso Mizínchiko confiesa que desea raptar a Tatiana y casarse como se hace en Gretna Green.
- En la novela Orgullo y prejuicio de Jane Austen la quinceañera Lydia Bennet proyecta la fuga a Gretna Green con Wickham.
- En Coronation Street, Sophie and Sian casi huyen a Gretna Green, porque no tienen el permiso de sus padres. Con anterioridad, una pareja se había casado en GretnaGreen.
- En 1847, el célebre bailarín francés Marius Petipa intentó viajar a Gretna Green con Carmen de Mendoza, hija única de los Marqueses de Villagarcía, con la que deseaba casarse.
- Gretna Green, una película muda de 1915, dirigida por Thomas N. Heffron.
- En la película de Alfred Hitchcock Under Capricorn (1949), Sam Flusky y Lady Henrietta se habían casado en Gretna Green.
- Este pueblo aparece en la película francesa Les Grandes Vacances, rodada en 1967 y protagonizada por Louis de Funès.
- En la novela Némesis de Agatha Christie, Miss Marple cita este pueblo cuando dice: "No necesitan volar a Gretna Green, ya tienen la edad suficiente para casarse".
- Diferentes autoras de Romántica histórica han mencionado Gretna Green. Lisa Kleypas hace mención de tal lugar en sus libros, y sus protagonistas visitan el lugar en unas cuantas ocasiones, como en la serie Wallflowers y Los Hathaway.
- En el libro de Katherine Pancol Muchachas 1 la hija Zoe se fuga con su novio Gaetan para querer casarse en Gretna Green.
- En el sexto libro de la serie literaria "The Clifton Chronicles", la novela Cometh the hour de Jeffrey Archer, Sebastian Clifton cita este pueblo cuando dice: "¿Alguna vez has oído hablar de Gretna Green? dijo Seb, sin soltarle la mano. Es como Las Vegas sin juegos de azar, así que mañana a esta hora usted será la señora Clifton. Por eso esta tarde tomaremos un avión a Glasgow y no a Londres.".